# 2020年杭州西溪路坍塌事故
2020年杭州西溪路坍塌事故是2020年12月29日晚發生於杭州市浙江大学玉泉校区北门西溪路的一起重大坍塌事故。事故導致2人遇难，2名遇難者均爲事發時在附近喫飯的专升本女大學生。

## 事故發展及結果
2020年12月29日晚上6点55分左右，西溪路庆丰新村段（浙大玉泉校區北門西北）的路面花坛及非机动车道、人行道突然发生大面积地面坍塌。塌陷面积约25平方米（整個區域長10米、寬4~5米，後坑口越來越大），坑中有大量積水，據救援人員初步估計，塌陷深度表面有3米左右，算上淤泥則有10米左右；綠化帶一棵樹落入坑中。2名少女失联（當時剛好走過塌陷地段）。事发不久，消防出动多名队员和多台水泵进行排水，杭州交警对西溪路万塘路—玉古路采取临时管制措施，车辆无法通行，要绕行天目山路。
当日晚22：20，塌陷现场的抽水泵和抽水管撤离，随即杭州市水务集团、杭燃抢修人员现场排查，称现场塌方对自来水管线、燃气管线无影响。同时测量人员在现场进行紧急勘测。
23：25，4条搜救犬抵达现场。十分钟后，一名消防员被吊起进入塌陷坑内救援。凌晨0点13分，一名消防员抱着搜救犬从塌陷坑内吊起，但救援仍然继续。
晚8点，附近小區（慶豐社區20號樓3個單元，共約30戶）考慮到安全，紧急疏散20号楼1幢3个单元的居民，约30户人家到了社区的会议室，大多为70岁以上的老人。晚10点半，这些居民已经被安置在玉泉饭店。
31日晨發現一名失聯人員，但已無生命體徵。據澎湃新聞報導，失聯的兩名少女爲女大學生同學，事發時正在附近喫飯。1月22日，另一名失聯少女遺體被發現，但官方竝未通報。
事故原因至今［2024］未见披露。

## 杭州地铁建设
塌陷处附近是正在建设当中的杭州地铁3号线一期工程（预计2022年开通运营），最近的站点是3號線與10號線的換乘站黄龙体育中心站（工程名 ：玉古路站），西北邊不遠處還有古蕩站。黄龙体育中心站（工程名 ：玉古路站）位于位于玉古路与西溪路交叉口，已进入三期工程，施工期间占用玉古路（求是路-天目山路）路段，西溪路以南玉古路沿线机动车道为双向4车道，两侧组织人非混行。
目前杭州地铁尚未就事件发表声明，也暫未有證據表明此次塌陷事件與地鐵有關。